# Championnats d'Europe de cyclisme sur piste 2013
Navigation
Panevėžys 2012 Baie-Mahault 2014
Les championnats d'Europe de cyclisme sur piste 2013 se sont déroulés du 18 au 20 octobre 2013 sur l'Omnisport Apeldoorn à Apeldoorn aux Pays-Bas. Ils sont organisés par l'Union européenne de cyclisme.
Les 10 épreuves olympiques (vitesse, vitesse par équipes, keirin, poursuite par équipes et omnium  pour les hommes et les femmes), ainsi que la course à l'américaine et la course aux points ont lieu dans le cadre de ces championnats d'Europe.
Les championnats d'Europe pour les juniors et les espoirs se sont déroulés du 9 au 14 juillet à Anadia au Portugal.

## Calendrier

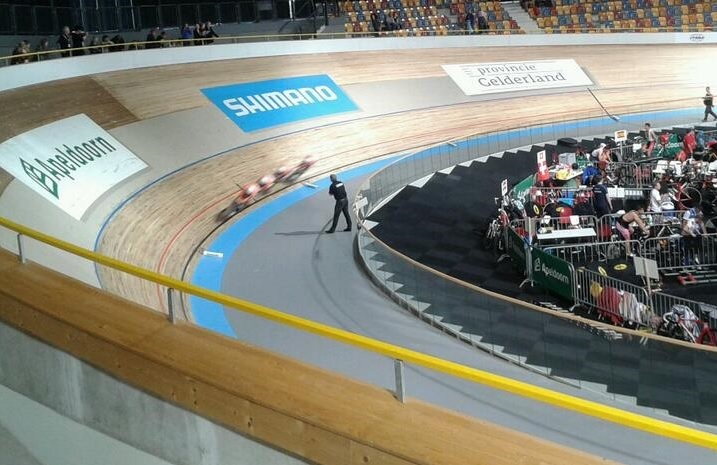
L'équipe masculine des Pays-Bas lors du match pour la médaille de bronze de la poursuite par équipes.

| Vendredi 18 octobre - Poursuite par équipes femmes - Poursuite par équipes hommes - Vitesse par équipes femmes - Vitesse par équipes hommes - Course aux points femmes - Course aux points hommes | Samedi 19 octobre - Vitesse individuelle femmes - Vitesse individuelle hommes - Omnium femmes - Omnium hommes Dimanche 20 octobre - Omnium femmes - Omnium hommes - Keirin femmes - Keirin hommes - Américaine hommes |  |

## Nations participantes
252 coureurs de 24 pays sont présents,.
| - Allemagne (18) - Autriche (3) - Belgique (12) - Biélorussie (13) - Bulgarie (4) - Danemark (6) - Espagne (13) - Estonie (1) | - Finlande (4) - France (17) - Géorgie (1) - Grande-Bretagne (18) - Grèce (4) - Hongrie (2) - Irlande (3) - Italie (13) | - Lituanie (9) - Pays-Bas (19) - Pologne (18) - Tchéquie (13) - Russie (23) - Slovaquie (1) - Suisse (7) - Ukraine (20) |

## Résultats

### Épreuves masculines
| Épreuves              | Or                                                                    | Or       | Argent                                                            | Argent   | Bronze                                                         | Bronze   |
| --------------------- | --------------------------------------------------------------------- | -------- | ----------------------------------------------------------------- | -------- | -------------------------------------------------------------- | -------- |
| Keirin                | Maximilian Levy                                                       |          | Jason Kenny                                                       |          | François Pervis                                                |          |
| Vitesse individuelle  | Denis Dmitriev                                                        |          | Robert Förstemann                                                 |          | Jason Kenny                                                    |          |
| Vitesse par équipes   | Allemagne René Enders Robert Förstemann Maximilian Levy               | 43.636   | France Grégory Baugé Michaël D'Almeida François Pervis            | 43.902   | Russie Denis Dmitriev Andrey Kubeev Pavel Yakushevskiy         | 44.537   |
| Poursuite par équipes | Grande-Bretagne Owain Doull Steven Burke Edward Clancy Andrew Tennant | 4:02.258 | Russie Artur Ershov Ivan Kovalev Ievgueni Kovalev Alexander Serov | 4:02.460 | Pays-Bas Tim Veldt Dion Beukeboom Roy Eefting Jenning Huizenga | 4:04.993 |
| Course aux points     | Elia Viviani                                                          | 76 pts   | Thomas Boudat                                                     | 64 pts   | Eloy Teruel                                                    | 51 pts   |
| Américaine            | Italie Elia Viviani Liam Bertazzo                                     |          | Espagne David Muntaner Albert Torres                              |          | Belgique Kenny De Ketele Gijs Van Hoecke                       |          |
| Omnium                | Viktor Manakov                                                        | 14 pts   | Tim Veldt                                                         | 29 pts   | Martyn Irvine                                                  | 40 pts   |

### Épreuves féminines
| Épreuves              | Or                                                                                         | Or          | Argent                                                                      | Argent   | Bronze                                                                    | Bronze   |
| --------------------- | ------------------------------------------------------------------------------------------ | ----------- | --------------------------------------------------------------------------- | -------- | ------------------------------------------------------------------------- | -------- |
| Keirin                | Elis Ligtlee                                                                               |             | Kristina Vogel                                                              |          | Virginie Cueff                                                            |          |
| Vitesse individuelle  | Kristina Vogel                                                                             |             | Elis Ligtlee                                                                |          | Jessica Varnish                                                           |          |
| Vitesse par équipes   | Russie Elena Brezhniva Olga Streltsova                                                     | 33.563      | Allemagne Kristina Vogel Miriam Welte                                       | 33.598   | Grande-Bretagne Jessica Varnish Rebecca James                             | 33.771   |
| Poursuite par équipes | Grande-Bretagne Laura Trott Joanna Rowsell (q) Danielle King Elinor Barker Katie Archibald | 4:26.453 RM | Pologne Katarzyna Pawłowska Eugenia Bujak Małgorzata Wojtyra Edyta Jasińska | 4:35.957 | Russie Aleksandra Chekina Evgenia Romanyuta Gulnaz Badykova Maria Mishina | 4:34.491 |
| Course aux points     | Kirsten Wild                                                                               | 15 pts      | Danielle King                                                               | 14 pts   | Leire Olaberría                                                           | 13 pts   |
| Omnium                | Laura Trott                                                                                | 15 pts      | Kirsten Wild                                                                | 15 pts   | Jolien D'Hoore                                                            | 18 pts   |

## Tableau des médailles
| Rang  | Nation          | Or | Argent | Bronze | Total |
| ----- | --------------- | -- | ------ | ------ | ----- |
| 1     | Allemagne       | 3  | 3      | 0      | 6     |
| 2     | Grande-Bretagne | 3  | 2      | 3      | 8     |
| 3     | Russie          | 3  | 1      | 2      | 6     |
| 4     | Pays-Bas        | 2  | 3      | 1      | 6     |
| 5     | Italie          | 2  | 0      | 0      | 2     |
| 6     | France          | 0  | 2      | 2      | 4     |
| 7     | Espagne         | 0  | 1      | 2      | 3     |
| 8     | Pologne         | 0  | 1      | 0      | 1     |
| 9     | Belgique        | 0  | 0      | 2      | 2     |
| 10    | Irlande         | 0  | 0      | 1      | 1     |
| Total | Total           | 13 | 13     | 13     | 39    |